# Радянська Республіка
Радянська республіка (рос. Советская республика) — форма державного правління, характерна для радянських республік, які утворювали більшовики. Утворювала собою псевдодемократичну форму республіки (Українська РСР, Білоруська РСР тощо). 
Хоча цей термін зазвичай асоціюється з державами-членами Радянського Союзу, спочатку він використовувався не для позначення політичної організації Радянського Союзу, а лише для форми марксистських або просто соціалістичних демократій. У різних регіонах Європи було кілька революційних робітничих рухів, які проголосили незалежність під назвою радянської республіки (наприклад, Баварська Радянська Республіка) одразу після Першої світової війни.

Червоний прапор — символ багатьох радянських республік

## Приклади
Найперші відомі приклади робітничих рад меншого масштабу відбулися під час Російської революції 1905 року, включаючи Революцію в Королівстві Польському (1905–1907), яка поширилася по всій території Російської імперії; ранні Ради були активними, зокрема, в Центральній Росії та Конгресовій Польщі, де робітники захопили фабрики, райони, а іноді навіть цілі міста чи регіони до того, як царська влада повернула контроль. 

Ближче до кінця Першої світової війни радянські республіки почали з’являтися у більших масштабах як короткочасні комуністичні революційні уряди, які були створені на території колишньої Російської імперії після Жовтневої революції та під її впливом. 
Серед цих держав були такі, як Литовська радянська республіка та Латвійська Соціалістична Радянська Республіка, які здобули незалежність від Росії під час громадянської війни. 
Інші, такі як Українська Радянська Республіка та Соціалістична Радянська Республіка Білорусі, пізніше стали союзними республіками Радянського Союзу і тепер є незалежними державами. 
Інші, такі як Кубанська Радянська Республіка та Бухарська Народна Радянська Республіка, були поглинені іншими державами і більше формально не існують під цими назвами.
У безладах після Першої світової війни російський приклад надихнув створення радянських республік в інших регіонах Європи, включаючи Угорщину, Баварію, Словаччину та Бремен. 
  
Ради також з’являлися в містах по всій Польщі — ради робітничих делегатів, переважно в 1918 — 1919 роках. 
Через рік під патронатом радянської Росії було створено Тимчасовий революційний комітет Польщі з метою створити Радянську республіку в складі Польщі (пізніше вона була розпущена після поразки Червоної армії в польсько-радянській війні). 
Короткочасні ірландські ради також ненадовго виникли під час війни за незалежність Ірландії, особливо варто відзначити Раду Лімерика. 
Радянські республіки, особливо Китайська Радянська Республіка (Цзянсійська Рада), пізніше з'явилися в Китаї на ранніх етапах громадянської війни в Китаї. 
Крім цих випадків, «радянська республіка» зазвичай застосовується до адміністративних республік Радянського Союзу.